# Давыдовка (Кировоградская область)
Давыдовка (укр. Давидівка) — село в Перегоновской сельской общине Голованевского района Кировоградской области Украины.
Население по переписи 2001 года составляло 241 человек. Почтовый индекс — 26523. Телефонный код — 5252. Занимает площадь 1,477 км². Код КОАТУУ — 3521486002.